# Bőröndhalfélék

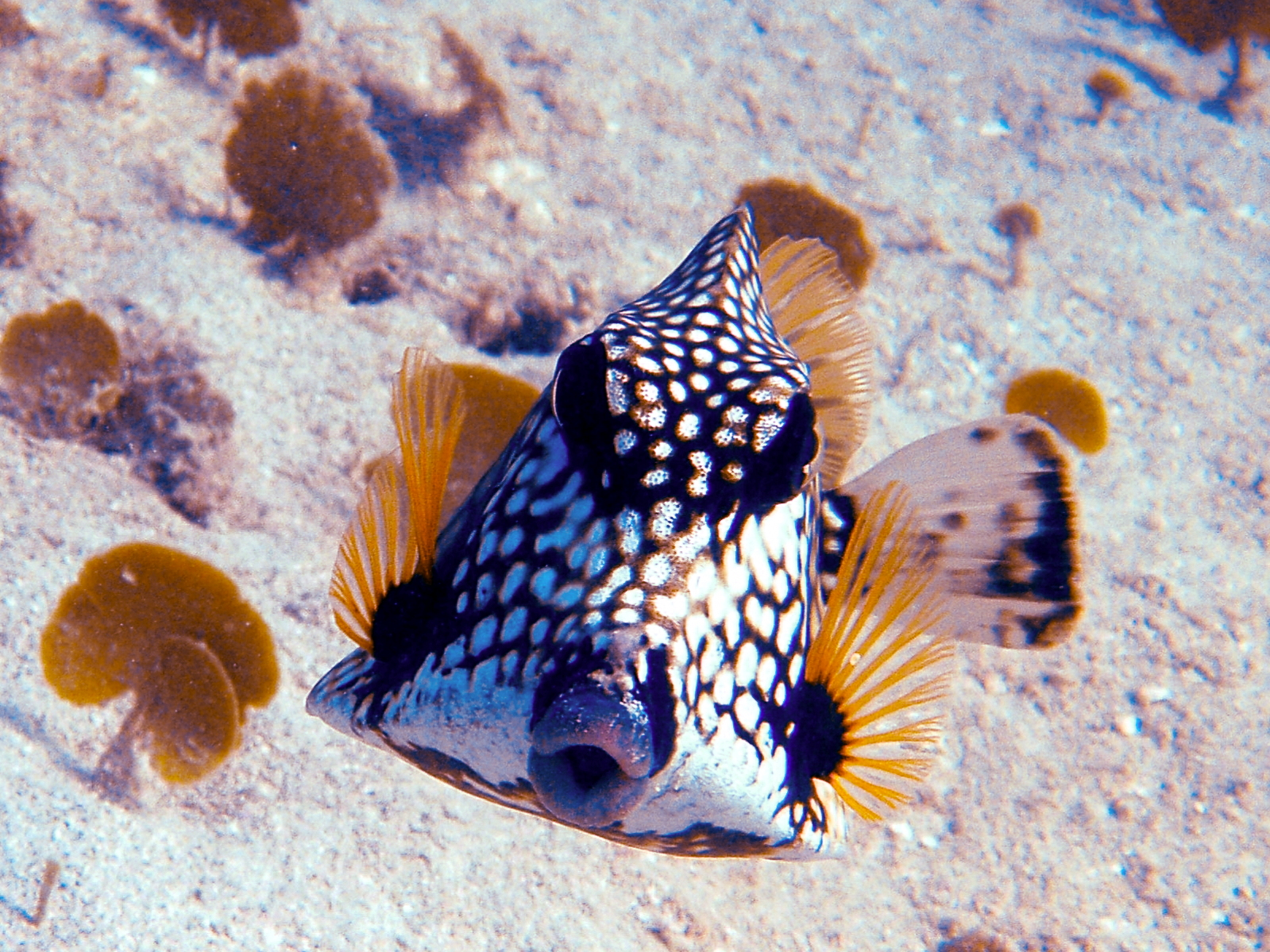
Lactophrys triqueter

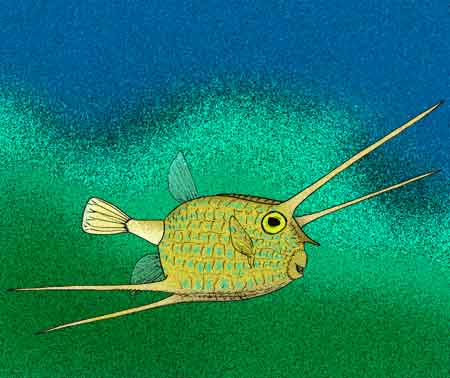
Eolactoria sorbinii rekonstrukciója

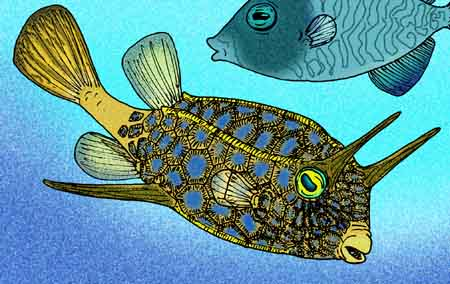
Oligolactoria bubiki rekonstrukciója

A bőröndhalfélék (Ostraciidae) a sugarasúszójú halak (Actinopterygii) osztályának és a gömbhalalakúak (Tetraodontiformes) rendjének egyik családja.
A családba 25 élő és 2 fosszilis faj tartozik.

## Előfordulásuk
A bőröndhalfélék előfordulási területei az Indiai-, az Atlanti- és a Csendes-óceánok. Általában a trópusokon élnek, de a Lactophrys trigonus, amely Florida környékén él, megtalálható északon, a massachusettsi Cape Codnál is.

## Megjelenésük
Ezek a halak általában kistestűek, de az Acanthostracion quadricornis 50 centiméteresre is megnőhet. Alakúk és színezetük igen változatos, de a legtöbbjükön hatszög alakú mintázat található. A hatszög alakú pikkelyek összeforrtak, emiatt a halak nehézkesen mozognak. A bőrönszerű testből, csak a száj, a farok és az úszók nyúlnak ki. Egyes fajnak „szarva” is van. Amikor támadás éri, a Lactophrys-fajok, bőrükön keresztül méreganyagokat termelnek. Habár a felnőtt állatok teste „négyszögletű”, a fiatalok inkább gömbalakúak, és színesebbek, mint szüleik.

## Rendszerezés
A családba az alábbi 7 élő nem és 2 fosszilis nem tartozik:
- Acanthostracion – 4 faj
- Lactophrys – 3 faj
- Lactoria – 4 faj
- Ostracion – 8 faj
- Paracanthostracion – 1 faj
  - Paracanthostracion lindsayi (Phillipps, 1932)
- Rhynchostracion – 1 faj
  - Rhynchostracion nasus (Bloch, 1785)
- Tetrosomus – 4 faj
- †Eolactoria
  - †Eolactoria sorbinii Tyler 1976 – eocén, Olaszország
- †Oligolactoria
  - †Oligolactoria bubiki Tyler 1980 – oligocén, Csehország

## Toxikusságuk
A családba tartozó fajok képesek bőrükön keresztül az állat védelmét szolgáló kationos felületaktív anyagokat kiválasztani. Ennek egyik példája a pahutoxin, egy vízoldékony, kristályos toxin, amit az Ostracion lentiginosus és más fajok bőre alól stresszhelyzetben kiválasztódó nyálkában találtak meg. A pahutoxin a 3-acetoxi-palmitinsav kolinklorid-észtere, ami hasonlóan viselkedik, mint a tüskésbőrűekben található, szteroid hatású szaponinok. Amikor a méreganyagot tartalmazó nyálka elhagyja a hal testét, gyorsan feloldódik a környezetben, káros hatást fejtve ki a környező halakra. Figyelembe véve, hogy ez a toxin kémiailag mennyire hasonlít a tisztítószerekre, elképzelhető, hogy a tengervízbe kerülő mosószerek hatással vannak a tengeri élővilág receptor-vezérelt folyamataira.

## Rokon fajok
A bőröndhalfélék legközelebbi rokonai a gömbhalfélék (Tetraodontidae) és a vérteshalfélék (Monacanthidae).

### Fordítás
- Ez a szócikk részben vagy egészben  az   Ostraciidae című angol Wikipédia-szócikk fordításán alapul.  Az eredeti cikk szerkesztőit annak laptörténete sorolja fel. Ez a jelzés csupán a megfogalmazás eredetét és a szerzői jogokat jelzi, nem szolgál a cikkben szereplő információk forrásmegjelöléseként.